# Roger Lissarrague
Pour les articles homonymes, voir Lissarrague.
Roger Lissarrague est un footballeur français, né le 11 avril 1943 à Pau (Basses-Pyrénées) et décédé le 16 décembre 2024 à Toulouse. Roger Lissarrague a été formé au FA Bourbaki, puis a rejoint les rivaux du FC Pau avant d'évoluer aux Girondins de Bordeaux et à l'US Toulouse, ancêtre du Toulouse FC.

## Biographie
Avant-centre ou milieu de terrain offensif, il porte notamment les couleurs du FA Bourbaki, puis des rivaux du FC Pau de 1959 à 1961.
Lissarrague évolue ensuite aux Girondins de Bordeaux.
Roger Lissarague tente l'aventure professionnelle aux Girondins de Bordeaux en compagnie de André Altuzarra, de 1961 à 1963,.
Il dispute 30 matchs en Division 2, marquant un but.